# NGC 2142
NGC 2142 — двойная звезда в созвездии Единорог.
Этот объект входит в число перечисленных в оригинальной редакции «Нового общего каталога».
Система, как отметил Джон Гершель, возможно, имеет вокруг себя слабую туманность 2' или 3' диаметром. То, что NGC 2142 является двойной звездой, было установлено лишь в 1871 году Бернхемом.